# Хеттема, Ян
Анне-Ян (Ян) Хеттема (нидерл. Anne-Jan (Jan) Hettema; 27 октября 1933, Леуварден — 29 июня 2016, Претория) — южноафриканский велогонщик, выступавший на шоссе и треке, и автогонщик. Участник летних Олимпийских игр 1956 года.

## Биография
Ян Хеттема родился 27 октября 1933 года в нидерландском городе Леуварден.
В 1956 году вошёл в состав сборной ЮАС на летних Олимпийских играх в Мельбурне. В шоссейной групповой гонке на 187,7 км не смог завершить дистанцию. В шоссейной командной гонке на 187,7 км сборная ЮАС, за которую также выступали Джимми Свифт, Абе Йонкер и Бобби Фаулер, не смогла финишировать. В командной гонке преследования на 4000 метров сборная ЮАС, за которую также выступали Свифт, Фаулер и Йонкер, в квалификации показала 2-й результат (4 минуты 51,6 секунды), в четвертьфинале победила Бельгию (4.47,8 — 4.54,6), в полуфинале проиграла Франции (4.41,0 — 4.39,0), а в заезде за 3-4-е места уступила Великобритании (4.43,8 — 4.42,2).
Впоследствии стал автогонщиком. Пять раз выигрывал чемпионат ЮАС по авторалли.
Убит 29 июня 2016 года на его ферме Твидраг в окрестностях южноафриканского города Претория. Грабители, проникшие в дом Хеттема, застрелили его, связали жену и закрыли работника в шкафу, украв ноутбук, мобильные телефоны и драгоценности.